# Laura Tomlison
Laura Tomlinson (nacida como Laura Bechtolsheimer, Mainz, RFA, 31 de enero de 1985) es una jinete británica que compitió en la modalidad de doma.
Participó en dos Juegos Olímpicos de Verano, obteniendodos medallas en Londres 2012, oro en la prueba por equipos (junto con Carl Hester y Charlotte Dujardin) y bronce en la individual, y el quinto lugar en Pekín 2008, por equipos.
Ganó tres medallas de plata en el Campeonato Mundial de Doma de 2010 y cuatro medallas en el Campeonato Europeo de Doma, en los años 2009 y 2011.

## Palmarés internacional
| Juegos Olímpicos   | Juegos Olímpicos           | Juegos Olímpicos  | Juegos Olímpicos      |
| Año                | Lugar                      | Medalla           | Categoría             |
| ------------------ | -------------------------- | ----------------- | --------------------- |
| 2012               | Londres (Reino Unido)      | Medalla de oro    | Por equipos           |
| 2012               | Londres (Reino Unido)      | Medalla de bronce | Individual            |
| Campeonato Mundial |                            |                   |                       |
| Año                | Lugar                      | Medalla           | Categoría             |
| 2010               | Lexington (Estados Unidos) | Medalla de plata  | Individual (especial) |
| 2010               | Lexington (Estados Unidos) | Medalla de plata  | Individual (libre)    |
| 2010               | Lexington (Estados Unidos) | Medalla de plata  | Por equipos           |
| Campeonato Europeo |                            |                   |                       |
| Año                | Lugar                      | Medalla           | Categoría             |
| 2009               | Windsor (Reino Unido)      | Medalla de plata  | Por equipos           |
| 2009               | Windsor (Reino Unido)      | Medalla de bronce | Individual (especial) |
| 2011               | Róterdam (Países Bajos)    | Medalla de oro    | Por equipos           |
| 2011               | Róterdam (Países Bajos)    | Medalla de bronce | Individual (especial) |